# 1862 in Zwitserland
Dit artikel beschrijft het verloop van 1862 in Zwitserland.

## Ambtsbekleders
De Bondsraad was in 1862 samengesteld als volgt:
| Naam | Naam                         | Partij    | Kanton       | Functie                                                                   |
| ---- | ---------------------------- | --------- | ------------ | ------------------------------------------------------------------------- |
|      | Jakob Stämpfli               | radicalen | Bern         | Bondspresident in 1862, hoofd van het Departement van Politieke Zaken     |
|      | Constant Fornerod            | radicalen | Vaud         | Vicebondspresident in 1862; hoofd van het Departement van Militaire Zaken |
|      | Jakob Dubs                   | radicalen | Zürich       | Hoofd van het Departement van Justitie en Politie                         |
|      | Friedrich Frey-Herosé        | radicalen | Aargau       | Hoofd van het Departement van Handel en Douane                            |
|      | Melchior Josef Martin Knüsel | radicalen | Luzern       | Hoofd van het Departement van Financiën                                   |
|      | Wilhelm Matthias Naeff       | radicalen | Sankt Gallen | Hoofd van het Departement van Posterijen                                  |
|      | Giovanni Battista Pioda      | radicalen | Ticino       | Hoofd van het Departement van Binnenlandse Zaken                          |

De Bondsvergadering werd voorgezeten door:
| Naam | Naam             | Partij                    | Kanton    | Functie                                                |
| ---- | ---------------- | ------------------------- | --------- | ------------------------------------------------------ |
|      | Karl Karrer      | gematigde liberalen       | Bern      | Voorzitter van de Nationale Raad (tot 8 februari 1862) |
|      | Alfred Escher    | gematigde liberalen       | Zürich    | Voorzitter van de Nationale Raad (vanaf 7 juli 1862)   |
|      | Nicolaus Hermann | conservatieve katholieken | Obwalden  | Voorzitter van de Kantonsraad (tot 8 februari 1862)    |
|      | Wilhelm Vigier   | radicalen                 | Solothurn | Voorzitter van de Kantonsraad (vanaf 7 juli 1862)      |

## Gebeurtenissen

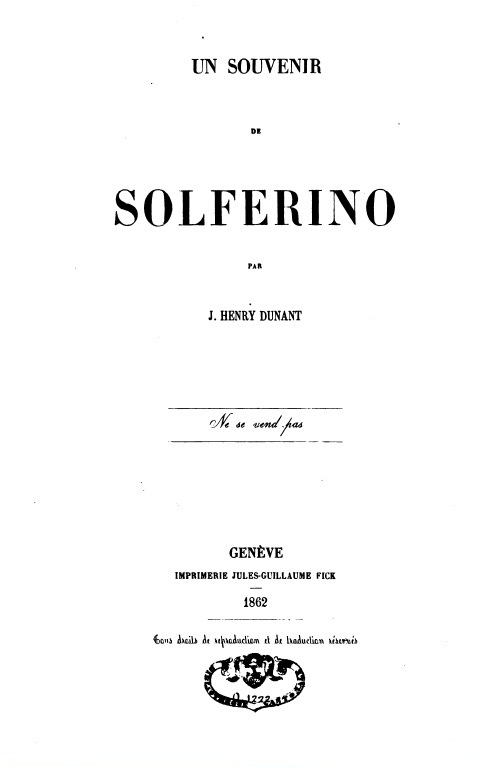
Voorblad van de eerste uitgave van Un souvenir de Solférino uit 1862.

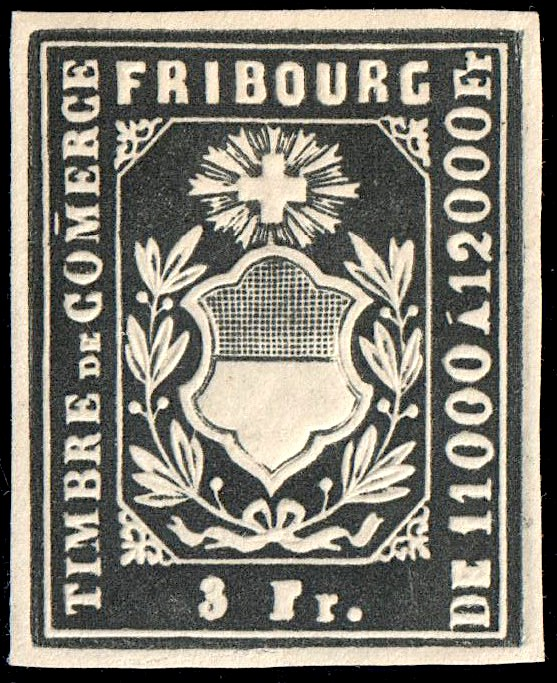
Belastingszegels uit het kanton Fribourg uit 1862.

- De broers Joseph Schob en Theodore Schwob richten in Le Locle (kanton Neuchâtel) het luxehorlogemerk Cyma op.
- In Wintherthur (kanton Zürich) richt men de Bank in Winterthur op, die later zou opgaan in UBS.

### Juni
- Tussen Genève en Carouge (kanton Genève) rijdt er voor het eerst een paardentram, het begin van het tramnetwerk van Genève.

### Augustus
- 24 augustus: In Neuchâtel (kanton Neuchâtel) gaan de federale gymnastiekfeesten van start.

### September
- 2 september: De spoorlijn van Lausanne (kanton Vaud naar Fribourg (kanton Fribourg) wordt in gebruik genomen. Ook het Viaduct van Grandfey en het station van Fribourg worden in dienst genomen.
- 19 september: De Zwitserse Meteorologische Dienst wordt opgericht.

### November
- 8 november: De Zwitserse bankier Henri Dunant brengt het boek Een herinnering aan Solferino uit, waarin hij zijn ervaringen als ooggetuige van het menselijk leed bij de Slag bij Solferino uit 1859 beschrijft. Het boek zou een beslissende invloed hebben op de oprichting van het Internationaal Comité van het Rode Kruis in 1863.

### December
- 8 december: In Bern (kanton Bern) ondertekenen Zwitserland en het Tweede Franse Keizerrijk het Verdrag van Dappes, dat de definitieve grens tussen beide landen vastlegt in de Dappesvallei. De grenzen in dit gebied waren sinds 1815 betwist.
- 15 december: De eerste uitgave van de krant L'Estafette wordt uitgebracht. De krant zou later opgaan in het dagblad Le Matin.
- 29 december: In Genève (kanton Genève) wordt de Mont Blanc-brug ingehuldigd, gelegen op de overgang van het Meer van Genève in de Rhône.

## Geboren
- 4 maart: Robert Emden, astrofysicus (overl. 1940)
- 19 augustus: Georges Wagnière, politicus (overl. 1948)
- 14 oktober: Paul Maillefer, historicus en politicus (overl. 1929)
- 23 november: Ernest Guglielminetti, arts, uitvinder en hoogteonderzoeker (overl. 1943)

## Overleden
- 16 januari: Friedrich Rudolf Simon, kunstschilder (geb. 1828)
- 5 april: Jakob Robert Steiger, arts, redacteur en politicus (geb. 1801)
- 24 juli: Georg Friedrich Heilmann, politicus (geb. 1785)

1848
· 1849
· 1850
· 1851
· 1852
· 1853
· 1854
· 1855
· 1856
· 1857
· 1858
· 1859
· 1860
· 1861
· 1862
· 1863
· 1864
· 1865
· 1866
· 1867
· 1868
· 1869
· 1870
· 1871
· 1872
· 1873
· 1874
· 1875
· 1876
· 1877
· 1878
· 1879
· 1880
· 1881
· 1882
· 1883
· 1884
· 1885
· 1886
· 1887
· 1888
· 1889
· 1890
· 1891
· 1892
· 1893
· 1894
· 1895
· 1896
· 1897
· 1898
· 1899
· 1900
· 1901
· 1902
· 1903
· 1904
· 1905
· 1906
· 1907
· 1908
· 1909
· 1910
· 1911
· 1912
· 1913
· 1914
· 1915
· 1916
· 1917
· 1918
· 1919
· 1920
· 1921
· 1922
· 1923
· 1924
· 1925
· 1926
· 1927
· 1928
· 1929
· 1930
· 1931
· 1932
· 1933
· 1934
· 1935
· 1936
· 1937
· 1938
· 1939
· 1940
· 1941
· 1942
· 1943
· 1944
· 1945
· 1946
· 1947
· 1948
· 1949
· 1950
· 1951
· 1952
· 1953
· 1954
· 1955
· 1956
· 1957
· 1958
· 1959
· 1960
· 1961
· 1962
· 1963
· 1964
· 1965
· 1966
· 1967
· 1968
· 1969
· 1970
· 1971
· 1972
· 1973
· 1974
· 1975
· 1976
· 1977
· 1978
· 1979
· 1980
· 1981
· 1982
· 1983
· 1984
· 1985
· 1986
· 1987
· 1988
· 1989
· 1990
· 1991
· 1992
· 1993
· 1994
· 1995
· 1996
· 1997
· 1998
· 1999
· 2000
· 2001
· 2002
· 2003
· 2004
· 2005
· 2006
· 2007
· 2008
· 2009
· 2010
· 2011
· 2012
· 2013
· 2014
· 2015
· 2016
· 2017
· 2018
· 2019
· 2020
· 2021
· 2022
· 2023